# Acronicta similis
Acronicta similis là một loài bướm đêm trong họ Noctuidae.